# Wappen der Provinz Málaga

Offizielles Wappen der Provinz Málaga, angenommen zur Zeit der Zweiten Spanischen Republik (1931–39)

Das offizielle Wappen der Provinz Málaga wurde zur Zeit der Zweiten Spanischen Republik (1931–1939) von der Abgeordnetenversammlung der Provinz angenommen. Am 10. August 1964 erschien das heute noch gültige Wappen auf einer Briefmarke, der Zweiunddreißigsten einer Serie mit dem Titel Escudos provinciales españoles.

## Beschreibung
In der Heraldik werden die Bezeichnungen rechts und links grundsätzlich aus der Sicht der Person verwendet, die den Schild vor sich her tragen würde, also entgegengesetzt zur Sicht des Betrachters.
Der Wappenschild ist von Hellblau und Dunkelblau geteilt. Rechts erhebt sich die Stadt Málaga vom davor liegenden Hafen über dunkelblau-silbernen Wellen in natürlichen Farben aufwärts zum Berg Gibralfaro. Auf dessen Spitze stehen auf zwei Türmen vor hellblauem Himmel die Figuren der Stadtpatrone Cyriakus von Afrika und Paula einander gegenübergestellt mit blauen Mänteln und goldenen Tuniken sowie goldenen Strahlenkränzen.
Links ist ein schräges Feld eingefügt, das aus sechs roten Balken auf goldenem Grund besteht.
Der Schildrand ist von Grün und Purpur gespalten und mit vier zusammengebundenen silbernen Pfeilbündeln aus je fünf Pfeilen belegt, die mit vier silbernen Jochen abwechseln. Der Schild liegt auf einem goldenen Pergament mit eingerollten Ecken und wird von einem silbernen Band umgeben, das in schwarzen Lettern das Motto trägt: „La primera en el peligro de la Libertad, la muy Noble, muy Leal, muy Hospitalária, muy Benéfica y sempre Denodada Ciudad de Málaga“. Über dem Schild schwebt die offene, spanische Königskrone, deren Blätter von den üblichen abweichen.

## Herkunft der Wappenbestandteile
Die Stadtsilhouette in natürlichen Farben mit dem Berg Gibralfaro vor blau-silbernen Wellen geht auf das per königlichem Erlass der Katholischen Könige der Stadt Málaga am 30. August 1494 verliehene Wappen zurück. Außerdem forderte der Erlass auf den Türmen des Gibralfaro zwei Bildnisse der heiligen Märtyrer Cyriakus und Paula anzubringen, wie sie im Wappen dargestellt sind. Diese beiden frühchristlichen Märtyrer wurden am 18. Juni 303 in Málaga am Ufer des Rio Guadelmedina gesteinigt. Das schräge linke Oberfeld wurde zur Zeit der Zweiten Spanischen Republik eingefügt, Urheber war angeblich der Maler Luis Ramos Rosas (* 1903 in Málaga; † 1965). Die zwölf Balken stehen für die damaligen zwölf Gerichtsbezirke der Provinz, ohne Málaga-Stadt.
Die unterschiedlichen Titel der Stadt im Motto wurden ihr zu unterschiedlichen Zeiten verliehen:
- Der Titel „Muy Noble“ („sehr edle“) wurde von den Katholischen Königen bereits 1492 angesichts des Adels der meisten neuen Siedler nach der Reconquista verliehen.
- Der Titel „Muy Leal“ („sehr getreue“) wurde der Stadt 1640 von Philipp IV. für die Dienste und vor allem für die Geldmengen verliehen, die der Krone zur Verfügung gestellt wurden.
- Die Titel „Sempre Denodada“ („allzeit kühne“) und „La primera en el peligro de la Libertad“ („Die erste, wenn die Freiheit in Gefahr ist“) erhielt Málaga per königlichem Dekret vom 21. August 1843 von Königin Isabela II. anlässlich ihrer Hilfe beim Sturz des Regenten General Joaquín Baldomero Espartero.
- Der Titel „Muy Hospitalária“ („sehr gastfreundliche“) wurde Málaga per königlichem Dekret vom 1. Januar 1901 durch die Regentin Maria Christina von Habsburg, Witwe von Alfons XII., für die Rettung der überlebenden Schiffbrüchigen der Korvette Gneisenau, die am 16. Dezember 1900 vor Málaga aufgrund eines Wintersturms auf die Hafenmole auflief und sank. Bei der Rettung starben 12 Bürger Málagas[3][4].
- Und schließlich wurde Málaga am 28. Februar 1922 durch Königlichen Erlass von Alfons XIII. als Zeichen für die Wertschätzung der Stadt für die karitative Unterstützung der Soldaten des Ejército de África während des Rifkrieges in Spanisch-Marokko und den Unterhalt eines Krankenhauses für die Verwundeten dieser Einheiten mit dem Titel "Muy Benéfica“ („sehr wohltätige") ausgezeichnet[5].

## Vorgängerversionen
Man weiß, dass 1926 die Verwaltung den Maler José Moreno Carbonero beauftragte, Dalmatiken für die Maceros der Provinz zu entwerfen, auf denen das Provinzwappen auftauchen sollte. Es bestand aus dem Wappenschild der Stadt Málaga, an den ein Rand angefügt werden sollte, der die zwölf Wappen der Gerichtsbezirke der Provinz repräsentieren sollte. Dieses Design war unter den Provinzwappen jener Zeit sehr geläufig, wie man z. B. an den Provinzwappen von Cádiz oder Sevilla sieht. Für noch weiter zurückreichende Wappen der Provinz Málaga gibt es keine Belege, da in der Nacht vom 25. auf den 26. April 1922 das Archiv der Abgeordnetenversammlung durch ein Feuer zerstört wurde.